# Lista de governantes de Milão
Apresenta-se aqui uma lista dos senhores e duques, que governaram Milão entre 1240 e 1859.

## Senhores de Milão

### Casa Della Torre
- Martino Della Torre (8 de setembro de 1257-20 de novembro de 1263)
- Filippo Della Torre (20 de novembro de 1263-24 de dezembro de 1265)
- Napoleone Della Torre (24 de dezembro de 1265 - 21 de janeiro de 1277

### Casa de Visconti
- Otão Visconti (21 de janeiro de 1277 -dezembro de 1287), Arcebispo de Milão
- Mateus I Magno (dezembro de 1287 - junho de 1302), neto de Obizzo Visconti, irmão de Ottone. É deposto.

### Casa Della Torre(restaurada)
Com a ajuda de Alberto Scotti, senhor de Piacenza, e de João I de Monferrato, Guido consegue ascender ao poder e restaurar a dinastia Della Torre.
- Guido Della Torre (junho de 1302 - fevereiro de 1311)

### Casa de Visconti(restaurada)
Em 1311, Matteo I Visconti reconquistou a cidade e afastou definitivamente a Casa Della Torre do poder.
- Mateus I Magno (fevereiro de 1311 - maio de 1322), governa novamente. Abdica para o filho e morre no mês seguinte.
- Galeazzo I Visconti (maio de 1322 - 6 de agosto de 1328)
- Azzone Visconti (6 de agosto de 1328- 16 de agosto de 1339)
- Luchino Visconti e João Visconti, Arcebispo de Milão (16 de agosto de 1339- 24 de janeiro de 1349)
- João Visconti (24 de janeiro de 1349- 5 de outubro de 1354), Arcebispo de Milão, governa sozinho .
- Mateus II, Galeazzo II Visconti e Barnabé Visconti (5 de outubro de 1354- 29 de setembro de 1355),irmãos
- Galeazzo II Visconti e Barnabé Visconti (29 de setembro de 1355- 4 de agosto de 1378), irmãos
- Barnabé Visconti e Gian Galeazzo I Visconti  (4 de agosto de 1378- 6 de maio de 1385), Barnabé governa com os sobrinho, filho de Galeazzo, após a morte deste.
- Gian Galeazzo I Visconti (6 de maio de 1385- 5 de setembro de 1395), sozinho

## Duques de Milão

### Casa de Visconti
- Gian Galeazzo I Visconti (5 de setembro de 1395- 3 de setembro de 1402, obteve o título de Duque em 1395.
- Giovanni Maria Visconti (3 de setembro de 1402- 16 de maio de 1412), sob regência de Caterina Visconti (1402-1404). Assassinado.
- Filippo Maria Visconti (16 de maio de 1412- 13 de agosto de 1447, não deixou descendentes. Proclamou-se a República.

### República Ambrosiana
(13 de agosto de 1447- 25 de março de 1450)

### Casa de Sforza
- Francisco I Sforza (25 de março de 1450- 8 de março de 1466
- Galeazzo III Maria Sforza (8 de março de 1466 - 26 de dezembro de 1476, assassinado
- Gian Galeazzo II Sforza (26 de dezembro de 1476 - 21 de outubro de 1494, sob regências de Bona de Saboia (1476 - 1480) e Ludovico Sforza (1480 - 1494), faleceu envenenado, provavelmente por este último.
- Ludovico Sforza (21 de outubro de 1494 - setembro de 1499, deposto pelos Franceses.
- 1ª Ocupação Francesa, 1499-1512, governo exercido diretamente por Luís XII de França
- Massimiliano Sforza (9 de janeiro de 1513 - 5 de outubro de 1515, 1º filho de Luís, deposto pelos Franceses
- 2ª Ocupação Francesa, 1515-1521, governo exercido diretamente por Francisco I de França
- Francisco II Sforza (4 de abril de 1522 - 24 de outubro de 1535, recupera Milão definitivamente, porém não deixou descendentes.

### Casa de Habsburgo
Em 1535, após a morte sem herdeiros de Francisco II Sforza, o imperador Carlos V anexou o ducado como estado vacante do Império para evitar novas pretensões francesas ou de ramos colaterais dos Sforza. Em 1540, cedeu-o a seu filho.
| Nome                                                                    | Retrato                                               | Nascimento                                                      | Casamento(s)                                            | Morte                  | Ref.  |
| ----------------------------------------------------------------------- | ----------------------------------------------------- | --------------------------------------------------------------- | ------------------------------------------------------- | ---------------------- | ----- |
| Carlos V, o Imperador 24 de outubro de 1535- 1540                       |                                                       | 24 de fevereiro de 1500 filho de Joana e Filipe de Habsburgo    | Isabel de Portugal 1 de novembro de 1525 7 filhos       | 21 de setembro de 1558 | [ 1 ] |
| Filipe II O Prudente 1540- 13 de setembro de 1598                       |                                                       | 21 de maio de 1527 filho de Carlos V e Isabel de Portugal       | Maria Manuela de Aviz 15 de novembro de 1543 1 filho    | 13 de setembro de 1598 | [ 2 ] |
| Filipe II O Prudente 1540- 13 de setembro de 1598                       | Maria I da Inglaterra 25 de julho de 1554 sem filhos  | 21 de maio de 1527 filho de Carlos V e Isabel de Portugal       |                                                         | 13 de setembro de 1598 | [ 2 ] |
| Filipe II O Prudente 1540- 13 de setembro de 1598                       | Isabel de Valois 22 de junho de 1559 2 filhas         | 21 de maio de 1527 filho de Carlos V e Isabel de Portugal       |                                                         | 13 de setembro de 1598 | [ 2 ] |
| Filipe II O Prudente 1540- 13 de setembro de 1598                       | Ana da Áustria 12 de novembro de 1570 6 filhos        | 21 de maio de 1527 filho de Carlos V e Isabel de Portugal       |                                                         | 13 de setembro de 1598 | [ 2 ] |
| Filipe III O Pio 13 de setembro de 1598 - 31 de março de 1621           |                                                       | 14 de abril de 1578 filho de Filipe II e Ana da Áustria         | Margarida de Áustria 18 de abril de 1599 8 filhos       | 31 de março de 1621    | [ 3 ] |
| Filipe IV O Grande 31 de março de 1621 - 17 de setembro de 1665         |                                                       | 8 de abril de 1605 filho de Filipe III e Margarida de Áustria   | Isabel Bourbon 18 de outubro de 1615 8 filhos           | 17 de Setembro de 1665 | [ 4 ] |
| Filipe IV O Grande 31 de março de 1621 - 17 de setembro de 1665         | Maria Ana de Áustria 7 de outubro de 1649 5 filhos    | 8 de abril de 1605 filho de Filipe III e Margarida de Áustria   |                                                         | 17 de Setembro de 1665 | [ 4 ] |
| Carlos II O Amaldiçoado 17 de setembro de 1665 - 1º de novembro de 1700 |                                                       | 6 de novembro de 1661 filho de Filipe IV e Maria Ana de Áustria | Maria Luísa d'Orleães 19 de novembro de 1679 sem filhos | 1º de novembro de 1700 | [ 5 ] |
| Carlos II O Amaldiçoado 17 de setembro de 1665 - 1º de novembro de 1700 | Maria Ana de Neuburgo 28 de agosto de 1689 sem filhos | 6 de novembro de 1661 filho de Filipe IV e Maria Ana de Áustria |                                                         | 1º de novembro de 1700 | [ 5 ] |

### Casa de Bourbon
Carlos II morreu sem filhos, sendo sucedido por Filipe de Anjou neto de Luís XIV da França e bisneto de  Filipe IV.
| Nome                                                     | Retrato                                         | Nascimento                                                                                     | Casamento(s)                                         | Morte              | Ref.  |
| -------------------------------------------------------- | ----------------------------------------------- | ---------------------------------------------------------------------------------------------- | ---------------------------------------------------- | ------------------ | ----- |
| Filipe V 15 de novembro de 1700 - 24 de setembro de 1706 |                                                 | 19 de dezembro de 1683 filho de Luís, o grande delfim de França e Maria Ana Vitória de Baviera | Maria Luísa de Saboia 3 de novembro de 1701 4 filhos | 9 de julho de 1746 | [ 6 ] |
| Filipe V 15 de novembro de 1700 - 24 de setembro de 1706 | Isabel Farnésio 24 de dezembro de 1714 7 filhos | 19 de dezembro de 1683 filho de Luís, o grande delfim de França e Maria Ana Vitória de Baviera |                                                      | 9 de julho de 1746 | [ 6 ] |

### Casa de Habsburgo
| Nome                                                       | Retrato | Nascimento | Casamento(s)                                                                                                   | Morte                          | Ref.  |
| ---------------------------------------------------------- | ------- | --- | --- | ------------------------------ | ----- |
| Carlos III 24 de setembro de 1706- 20 de outubro de 1740   |         | 1 de outubro de 1685 Viena filho de Leopoldo I, Sacro Imperador Romano-Germânico e Leonor Madalena de Neuburgo | Isabel Cristina de Brunswick-Wolfenbüttel 1 de agosto de 1708 Igreja de Santa Maria do Mar, Barcelona 5 filhos | 20 de outubro de 1740 Viena    |       |
| Maria Teresa 20 de outubro de 1740- 29 de novembro de 1780 |         | 13 de maio de 1717 Hofburg filha de Carlos III e Isabel Cristina de Brunswick-Wolfenbüttel                     | Francisco III de Lorena 12 de fevereiro de 1736 Viena 16 filhos                                                | 29 de novembro de 1780 Hofburg | [ 7 ] |

### Casa de Habsburgo-Lorena
| Nome                                                 | Retrato                                                       | Nascimento                                                                     | Casamento(s)                                         | Morte                         | Ref. |
| ---------------------------------------------------- | ------------------------------------------------------------- | ------------------------------------------------------------------------------ | ---------------------------------------------------- | ----------------------------- | ---- |
| José 29 de novembro de 1780- 20 de fevereiro de 1790 |                                                               | 13 de março de 1741 Viena filho de Francisco I e Maria Teresa da Áustria       | Isabel de Parma 6 de outubro de 1760 2 filhos        | 20 de fevereiro de 1790 Viena |      |
| José 29 de novembro de 1780- 20 de fevereiro de 1790 | Maria Josefa da Baviera 23 de janeiro de 1765 sem filhos      | 13 de março de 1741 Viena filho de Francisco I e Maria Teresa da Áustria       |                                                      | 20 de fevereiro de 1790 Viena |      |
| Leopoldo 20 de fevereiro de 1790- 1 de março de 1792 |                                                               | 5 de maio de 1747 Viena filho de Francisco I e Maria Teresa da Áustria         | Maria Luísa da Espanha 5 de agosto de 1765 16 filhos | 1 de março de 1792 Viena      |      |
| Francisco III 1 de março de 1792- 15 de maio de 1796 |                                                               | 12 de fevereiro de 1768 Florença filho de Leopoldo II e Maria Luísa da Espanha | Isabel de Württemberg 6 de janeiro de 1788 1 filho   | 2 de março de 1835 Viena      |      |
| Francisco III 1 de março de 1792- 15 de maio de 1796 | Maria Teresa da Sicília 15 de setembro de 1790 11 filhos      | 12 de fevereiro de 1768 Florença filho de Leopoldo II e Maria Luísa da Espanha |                                                      | 2 de março de 1835 Viena      |      |
| Francisco III 1 de março de 1792- 15 de maio de 1796 | Maria Luísa de Áustria-Este 6 de janeiro de 1808 sem filhos   | 12 de fevereiro de 1768 Florença filho de Leopoldo II e Maria Luísa da Espanha |                                                      | 2 de março de 1835 Viena      |      |
| Francisco III 1 de março de 1792- 15 de maio de 1796 | Carolina Augusta da Baviera 10 de novembro de 1816 sem filhos | 12 de fevereiro de 1768 Florença filho de Leopoldo II e Maria Luísa da Espanha |                                                      | 2 de março de 1835 Viena      |      |